# Чернігівський ліцей з посиленою військово-фізичною підготовкою
Чернігівський ліцей з посиленою військово-фізичною підготовкою — середній навчальний заклад, ліцей з посиленою військово-фізичною підготовкою у Чернігові.

## Відомості
Чернігівський ліцей з посиленою військово-фізичною підготовкою — загальноосвітній навчальний заклад ІІІ ступеня інтернатного типу з профільним навчанням та допрофесійною підготовкою, створений на базі Чернігівського вищого військового авіаційного училища льотчиків відповідно до Постанови Кабінету Міністрів України від 19 серпня 1992 року № 490.
Навчальний заклад надає вихованцям повну загальну середню освіту, знання та навички з військової та фізичної підготовки, виховує в них високі моральні якості, дисциплінованість, любов до військової служби та професії офіцера, готує їх фізично здоровими, вольовими юнаками, спроможними долати труднощі військової служби.
Особлива увага приділяється патріотичному вихованню та військово-професійної орієнтації вихованців, що передбачає розвиток високих моральних почуттів і рис поведінки, а саме: любові до своєї Батьківщини, свого краю, рідної мови, традицій, культури, виховання хоробрості, мужності, готовності захищати свою державу.
У ліцеї працюють різноманітні спортивні секції, проводяться спортивні свята та змагання, спартакіада з восьми видів спорту. Ліцеїсти успішно виступають на спортивних змаганнях на першість міста, області, України, а також на міжнародних змаганнях.
За сприянням управління освіти і науки Чернігівської облдержадміністрації значно поліпшилась навчально-матеріальна база закладу: відремонтовано навчальні аудиторії, введено у дію сучасні аудиторії, поліпшено побутові умови в казармі, удосконалюється обладнання спортивної бази, гімнастичного містечка та їдальні.
Чернігівський ліцей з ПВФП — єдиний заклад в Україні, де 38 ліцеїстів виконали мотиваційні польоти на реактивному літаку Л-39. Це перший у світовій історії приклад масового виконання польотів на реактивних літаках.
Сьогодні ліцей — це сучасний загальноосвітній середній навчальний заклад, у якому створені всі умови для отримання вихованцями якісної освіти та підготовки їх до навчання у вищих військових та цивільних навчальних закладах України.
Станом на 2021 рік, із ліцею випущено 3955 ліцеїстів, 2404 з яких поступили до вищих військових навчальних закладів.

## Навчально-матеріальна база
Загальноосвітня база:
- два кабінети основ інформатики й обчислювальної техніки;
- кабінет хімії;
- кабінет географії;
- кабінет біології;
- кабінет української мови та літератури;
- кабінет іноземної мови;
- спеціалізований кабінет фізики з інтерактивною дошкою;
- кабінет предмета «Захист Вітчизни»;
- кабінет математики з інтерактивною дошкою;
- кабінет історії;
- лінгафонний кабінет;
- стрілецький тир;
- методичний клас.

Культурно-просвітницька:
- кімната історії навчального закладу;
- бібліотека з читальною залою на 40 місць;
- актова зала на 250 місць.

Спортивна:
- спортивна зала;
- тренажерна зала;
- майданчики для спортивних ігор;
- гімнастичний майданчик;
- єдина смуга перешкод.

Матеріально-технічне та медичне забезпечення:
- Їдальня укомплектована сучасним обладнанням, підсобними приміщеннями та забезпечує чотириразове харчування ліцеїстів.
- Медичний пункт забезпечує своєчасну першу долікарську допомогу.

## Система навчання
Навчальний процес у ліцеї зорієнтований на виховання у кожного ліцеїста любові до Батьківщини — України, на прищеплення загальної культури, розширення світогляду й інтелекту; високу загальноосвітню підготовку, яка повинна забезпечити вступ та успішне навчання у вищих військових навчальних закладах України; початкові знання з військової підготовки; розвиток основних фізичних особливостей та рухових здібностей, підвищення рівня фізичної підготовки, збереження і зміцнення здоров'я ліцеїстів.
Ліцеїсти, відповідно до терміну навчання, діляться на 2 курси: перший курс — 10 клас, другий курс — 11 клас. У відведений розпорядком дня час проводяться навчальні, факультативні, індивідуальні та групові заняття і консультації, три уроки самостійної підготовки — щодня, гурткова робота та спортивні секції.

## Життя і побут ліцеїстів
Життя і побут ліцеїстів організований таким чином, що військовий порядок не стає тягарем, а допомагає юнакам, які прибули в ліцей із різних сімей, різних шкіл, міст і сіл України, краще навчатися, розвиватись фізично і духовно, сприймати військову справу не просто, як службу, а як служіння Батьківщині, удосконалювати свої інтелектуальні, культурні, фізичні і моральні якості, їх адаптації до життя в суспільстві, відкриття для себе військових традицій і ритуалів українського війська.
Особливе місце в житті вихованців займає виконання військово-службових обов'язків. Ліцеїстам пред'являються відповідні суворі правила військового життя, які вони зобов'язані виконувати, попри те, що юнаки не є військовослужбовцями (для них це лише імітація військової служби).
Помітне місце в житті ліцеїстів займає предметно-практична діяльність, яка пов'язана з необхідністю постійно підтримувати охайність військової форми одягу, виконувати військові привітання, нести службу в наряді по роті і їдальні, брати участь в паркогосподарських днях.
До духовно-практичної сфери життя ліцеїстів відносяться прилучення й використання військової символіки й ритуалів (строю, прапора, герба, девізу, елементів військового обмундирування, пісень, маршів, віршів).
На формі одягу прикріплено ліцейський шеврон і відзнаку. По закінченні вихованцям вручається спеціальний нагрудний знак.
Немало уваги приділяється заняттям фізичною підготовкою і спортом. Обов'язковими для кожного вихованця є уроки фізичної культури, ранкова зарядка, спортивно-масова робота за планом виховної роботи роти.
Ліцеїсти беруть активну участь у спортивних змаганнях не тільки міста і області, але й у республіканських і міжнародних.
У структуру повсякденної життєдіяльності ліцею входять такі елементи, як: суворе дотримання статей військових Статутів; дотримання дисципліни, виконання ритуалів, підкорення і субпідкорення; несення служби в наряді по роті, ліцею (в особі чергових, днювальних, помічників) і по їдальні, чергування в навчальному корпусі; щотижневе і щомісячне підбиття підсумків успішності, стану дисципліни, служби військ, внутрішнього розпорядку.

## Керівництво ліцею
- ТВО начальника ліцею — підполковник Казанін Євген Борисович
- заступник начальника з навчальної частини —
- заступник начальника з виховної роботи — підполковник Заносієнко Андрій Генадійович
- заступник начальника ліцею з матеріально-технічного забезпечення підполковник Гринчук Сергій Олексійович

## Випускники
- Тітаренко Сергій Валерійович (нар. 1984) — військовий льотчик, майор Збройних сил України, учасник російсько-української війни.

### Загиблі за час російсько-української війни

#### 2014
- Горбенко Ігор Ігорович. Випускник 2000 року.
- Сабада Олександр Борисович. Випускник 1996 року. Загинув  2 травня 2014 року під час антитерористичної операції на сході України поблизу міста Слов'янськ.

#### 2015
- Бутусов Юрій Юрійович. Випускник 2006 року.
- Стельмах Олександр Миколайович, Випускник 2007 року.
- Жеребило Вадим Володимирович

#### 2016
- Півень Олександр Сергійович (1987—2016) — старший солдат Збройних сил України, учасник російсько-української війни.

#### 2022
- Кисіль Євген Анатолійович. Випускник 2005 року[3].
- Красковський Андрій Валерійович. Випускник 2005 року. Загинув  23 березня 2022 року під час захисту міста Чернігова[4].
- Романов Олександр Олегович. Випускник 2008 року.
- Шендриков Максим Сергійович. Випускник 2009 року.
- Голуб Владислав Володимирович. Випускник 2009 року. Загинув  5 травня 2022 року[5].
- Шульга Максим Іванович. Випускник 2010 року.
- Бортник Дмитро Валерійович. Випускник 2010 року
- Борис Олександр Олександрович. Випускник 2011 року. Загинув 15 березня 2022 року в небі над м. Мар'їнка (Донеччина).
- Глушко Олександр Васильович. Випускник 2011 року.
- Володько Віталій Юрійович. Випускник 2012 року.
- Антихович Андрій Миколайович. Випускник 2013 року.
- Благовісний Вадим Миколайович. Випускник 2013 року.
- Телушков Сергій Валерійович, Випускник 2014 року. Загинув 25 лютого 2022 року.
- Шуляк Анатолій Олексійович. Випускник 2014 року. Загинув 1 березня 2022 року під час бомбардування російськими військами м.Харків[6].
- Куртаніч Фелікс Валерійович. Випускник 2014 року.
- Марченко Юрій Миколайович. Випускник 2015 року. Загинув 24 лютого 2022 року[7].
- Бардаков Валентин В'ячеславович. Випускник 2015 року
- Походня Ярослав Романович. Випускник 2017 року.
- Целуйко Нікіта Сергійович. Випускник 2017 року.
- Вежновець Владислав Вячеславович. Випускник 2018 року. Загинув 22 березня 2022 року під час виконання бойового завдання в районі населеного пункту Костянтинівка Донецької області[8].
- Селютін Владислав Геннадійович. Випускник 2018 року
- Гриценко Михайло Олегович. Випускник 2018 року.
- Саєнко Максим Миколайович. Випускник 2019 року. Загинув 1 березня 2022 року в м. Харків[9].
- Турянський Олег Володимирович. Випускник 2021 року. Загинув 26 лютого 2022 року[10].
- Бойправ Дмитро Юрійович. Загинув  8 травня 2022 року[11].
- Новожен Констянтин Дмитрович. Загинув 16 травня 2022 року[12]
- Марченко Володимир Михайлович[13]
- В’ялий Анатолій Анатолійович
- Бойченко Олександр Миколайович
- Карак Ігор Миколайович. Загинув 17 травня 2022 року в результаті ракетного удару[14].
- Бабич Павло Петрович.
- Лисенко Георгій Сергійович (1997—2022) — майор Збройних Сил України, учасник російсько-української війни. Герой України (посмертно).

#### 2023
- Мурашко Данило Геннадійович. Випускник 2015 року.
- Кирилюк Денис Миколайович. Випускник 2007 року.
- Юрченко Андрій Вікторович. Випускник 2019 року[15].
- Ященко Юрій Федорович. Загинув 23 вересня 2023 року під час виконання бойового завдання в районі населеного пункту Павлівка Волноваського району Донецької області[16].
- Семенченко Денис Миколайович. Випускник 2000 року. Загинув 16 жовтня 2023 року у населеному пункті Кринки Херсонської області.

#### 2024
- Бородай Богдан Вадимович. Загинув 1 лютого 2024 року[17].
- Костирко Денис Васильович. Загинув 17 квітня 2024 року в результаті ракетного удару по Чернігову.
- Безпалий Микола Іванович. Загинув 11 травня 2024 року поблизу села Старомайорське Волноваського району Донецької області[18]
- Зелений Володимир Михайлович. Загинув 10 березня 2024 року на Лиманському напрямку[19]